# Jesteś poj384na
Jesteś poj384na (zapis stylizowany: JESTEŚ POJ384NA) – czwarty singel polskiego rapera Maty z jego trzeciego albumu studyjnego, zatytułowanego <33. Singel został wydany 3 września 2023.

## Geneza utworu i historia wydania
Utwór napisali i skomponowali Michał Matczak, Mikołaj Vargas, Szymon Frackowiak i Ellis Taylor.
Singel ukazał się w formacie digital download 3 września 2023 w Polsce za pośrednictwem wytwórni płytowej SBM Label w dystrybucji e-Muzyka. Piosenka została umieszczona na trzecim albumie studyjnym Maty – <33.

## Teledysk
Do utworu powstał teledysk zrealizowany przez Ufoslide, który udostępniono w dniu premiery singla za pośrednictwem serwisu YouTube.

## Lista utworów
- Digital download[2]

1. „Jesteś poj384na” – 2:44

## Notowania

### Pozycje na listach sprzedaży
| Kraj   | Lista (2023)             | Najwyższa pozycja |
| ------ | ------------------------ | ----------------- |
| Polska | Billboard Poland Songs   | 16                |
| Polska | OLiS – single w streamie | 17                |